# Градислав Војшић
Градислав Војшић (умро после 1327.) је био челник српског краља Милутина (1282—1321) и Стефана Дечанског (1321—1331). Прва је личност која се појављује са титулом челника.

## Биографија
Градислав је рођен средином 13. века. У изворима се по први пут помиње 1284. године када служи Стефана Милутина као челника. У једном документу помиње се да је краљ Милутин добио поклон од 400 перпера, а Градислав Војшић 26 перпера. Градислав је први познати српски челник. Налазио се у кругу личности најближих владару и служио је на двору. Појављује се у улози судије или извршиоца владаревих одлука. Поверена му је безбедност имовине која припада цркви. Посредовао је у споровима између цркве и племства. Функција челника тада је била виша од функције ставилаца, али мања од функције казнаца и тепчије. Градислав се као челник помиње у документима из 1305/6. године, као и из 1319. године.
Године 1321. на српски престо долази Стефан Дечански који се успешно изборио са својом браћом Константином и Владиславом II. Ђураш Илијић служио је Дечанског као челник у преговорима са Дубровником након завршетка рата са Бранивојевићима. Следеће године се као челник помиње Градислав Војшић. Гервасије, игуман Хиландара, је 1327. године на двору Стефана Дечанског због спора између међа властелинства Хиландара и територија Дмитра и Борислава, синова тепчије Хардомила. Хардомилићи су тврдили да је село Косорић и манастир Косорић њихов. Градислав је послат да арбитира заједно са дванаест локалних старешина који ће пресудити у спору. Милош Благојевић је сматрао да је челник утврђивао међе у споровима у којима су се црквени земљопоседи међили са световним. Спор је решен у корист Хиландара.
Градислав Војшић се последњи пут помиње у слатопечатном едикту Стефана Дечанског од 6. септембра 1327. године кога је у Сврчину написао логотет Рајко.